# Ананур
Ананур (мар. Аҥанур) — деревня в Сернурском районе Республики Марий Эл. Входит в состав Кукнурского сельского поселения.

## География
Находится в северо-восточной части республики Марий Эл на расстоянии приблизительно 35 км на север от районного центра посёлка Сернур.

## История
Впервые упоминается с 1792 года, когда в ней значилось 20 дворов с населением 139 человек. В 1858 году в 51 дворе проживали 326 человек. Занимались земледелием, скотоводством. В 1884—1885 годах в деревне Загонное поле (Ананур) в 51 дворе проживали 325 человек, мари. В 1988 году в 94 домах проживал 401 человек. По данным на 2003 год имелись 103 хозяйства. В советское время работали колхозы «Трактор», совхозы «Казанский», «Кукнурский», «Эшполдинский», позднее сельхозартель «Северная».

## Население
Население составляло 377 человек (мари 98 %) в 2002 году, 407 в 2010.